# Abbasiden-Kalifat

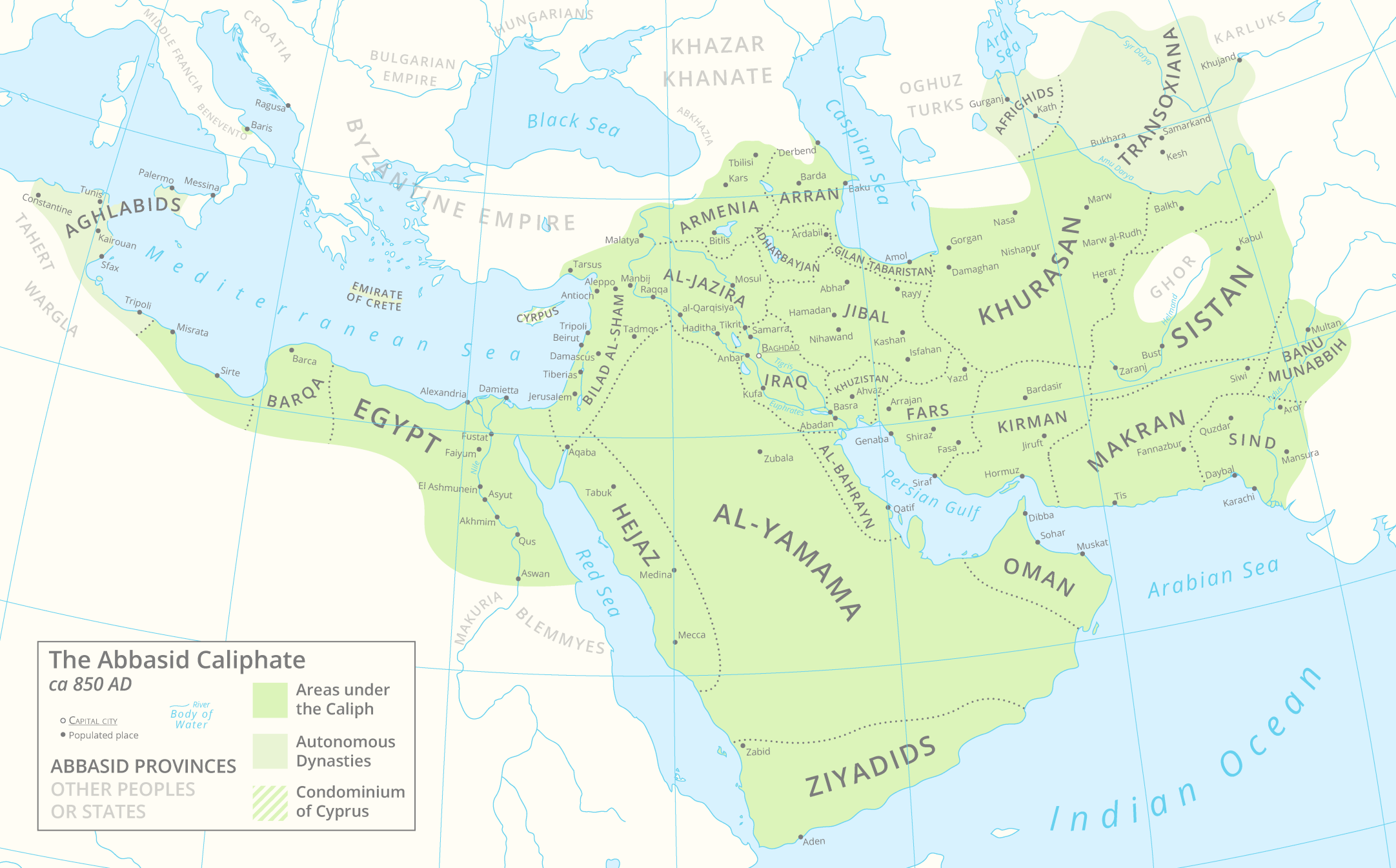
Das Abbasiden-Reich um 850

Das Abbasiden-Kalifat oder Abbasiden-Reich war ein islamisches Großreich unter der 749 begründeten Dynastie der Abbasiden (arabisch العبّاسيّون, DMG al-‘Abbāsiyyūn), die im Jahr 750 die Umayyaden in der Regierung des Kalifats ablösten. Das Kalifat der Abbasiden wurde wie das der Umayyaden und später der Osmanen von fast allen Sunniten anerkannt. Der Name der Abbasiden geht zurück auf al-ʿAbbās ibn ʿAbd al-Muttalib, einen Onkel des Propheten Mohammed. Die Familie gehört zur Sippe der Haschimiten. Das Kalifat der Abbasiden in Bagdad wurde 1258 mit der Eroberung von Bagdad durch die Mongolen und der Hinrichtung des Kalifen al-Musta'sim beendet.
Die Dynastie der Abbasiden bestand durch Einsetzungen durch den mamlukischen Sultan Baibars I. fort. In der Folge existierte ein durch die Mamluken erhaltenes abbasidisches Ersatz-Kalifat in Kairo, welches die realpolitische Machtausübung an die Mamluken formal übertrug und unter Muslimen außerhalb des Herrschaftsgebietes nur noch geringere Anerkennung erhielt. Mit der Eroberung Kairos durch die Osmanen 1517 wurde die Dynastie der Abbasiden endgültig beendet.
Nach mehreren Migrationsbewegungen leben Abbasiden heutzutage vorwiegend in Palästina.

## Der Weg zum Kalifat: Die Abbasiden bis zu ihrer Machtergreifung

### Die Abbasiden nach dem Tode des Propheten

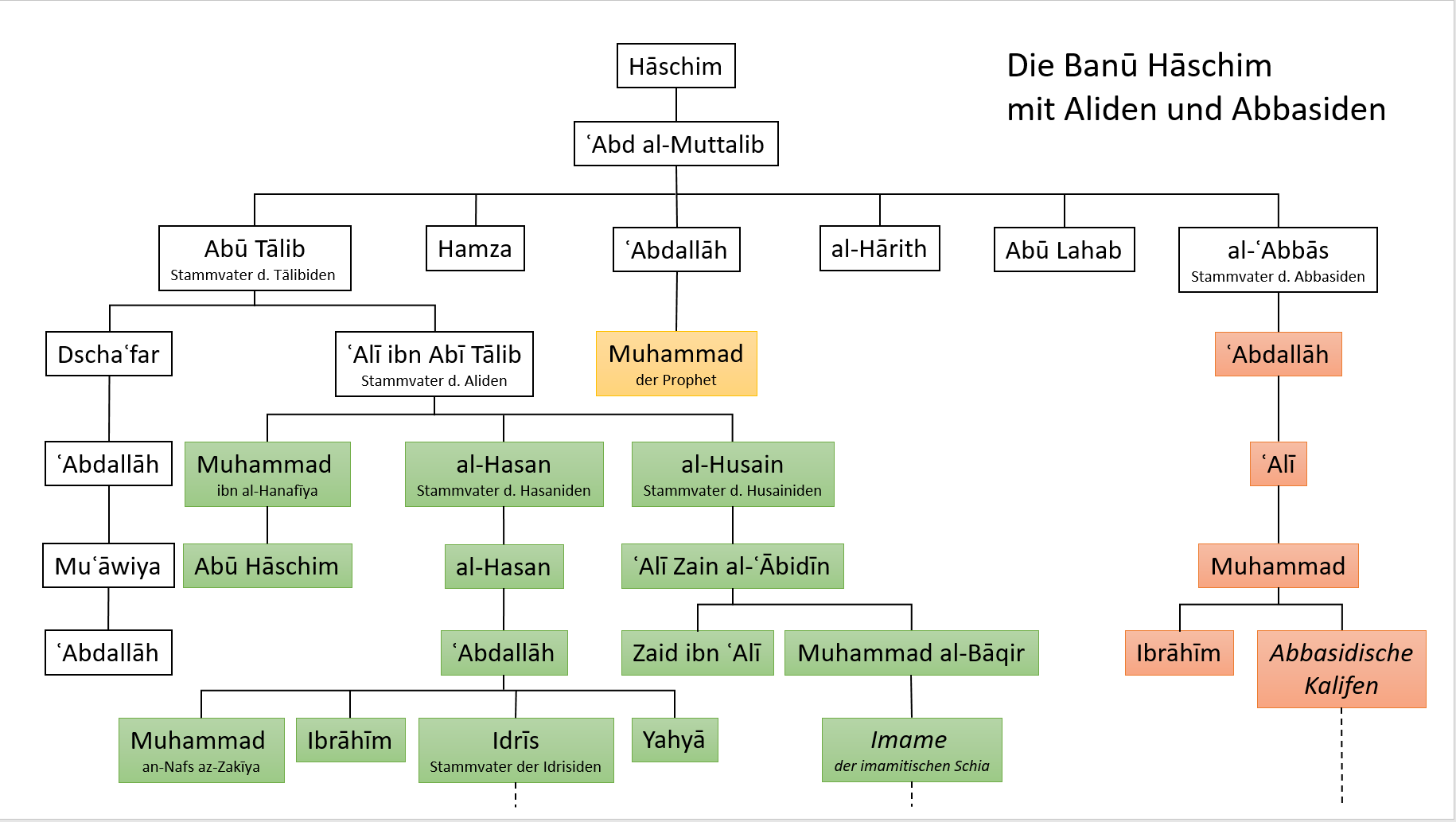
Die Abbasiden (rötlich) innerhalb des quraischitischen Clans der Banū Hashim mit den rivalisierenden Aliden (grün)

Stammvater der Abbasiden war Mohammeds Onkel al-ʿAbbās ibn ʿAbd al-Muttalib (gestorben 653). Er schloss sich seinem Neffen im Jahre 630 bei dessen Einnahme der Stadt Mekka an, und Mohammed bestätigte ihn in seinem ererbten Amt der siqāya, der Tränkung der Pilger. Al-ʿAbbās ließ sich in Medina nieder und schenkte dem Kalifen ʿUmar ibn al-Chattāb (regierte 634–644) einen Teil seines dortigen Hauses, um ihm eine Erweiterung der Prophetenmoschee zu ermöglichen. Das Verhältnis zu den drei ersten Kalifen war jedoch angespannt, und al-ʿAbbās wurde nie ein politisches Amt übertragen. Er hatte drei Töchter und neun Söhne, von denen ʿAbdallāh ibn al-ʿAbbās der bedeutendste war.
ʿAbdallāh ibn ʿAbbās (gestorben 687/8) trat während der Herrschaft der ersten drei Kalifen nicht politisch in Erscheinung. Eine politische Rolle spielte er erst während des Kalifats von ʿAlī ibn Abī Tālib. So soll er bei der Kamelschlacht (656) und bei der Schlacht von Siffin (657) einige von ʿAlīs Truppen kommandiert haben. Im Winter 656/57 ernannte ihn ʿAlī außerdem zum Gouverneur von Basra. Nach ʿAlīs Ermordung im Jahre 661 begab sich ʿAbdallāh zuerst nach Mekka und ließ sich dann mit seiner Familie in at-Tā'if nieder, wo er sich vor allem als Koranexeget und Mufti betätigte. ʿAbdallāh hatte mehrere Kinder, darunter fünf Söhne.
Nach ʿAbdallāhs Tod ging die Führung der Abbasiden-Familie auf seinen jüngsten Sohn ʿAlī (gestorben 735) über. Er stand mit Muhammad ibn al-Hanafīya in Kontakt und unterstützte während des Zweiten Bürgerkriegs (680–692) im Gegensatz zu seinem Bruder al-ʿAbbās, der für ʿAbdallāh ibn az-Zubair Partei ergriff, die Umayyaden. Deshalb siedelte er auch nach Syrien über, wo er sich mit dem späteren Kalifen al-Walīd (regierte 705–715) anfreundete, von dem er großzügige Dotationen erhielt. Mit diesen konnte ʿAlī ibn ʿAbdallāh ein großes Landgut in und um al-Humaima südöstlich des Toten Meeres erwerben. Später verlor er die Gunst des Kalifen, wurde öffentlich gedemütigt und auf eine Insel des Dahlak-Archipels verbannt. Erst 714 konnte er zu seiner Familie nach al-Humaima zurückkehren.

### Aufbau einer Daʿwa-Organisation
Schon lange vor dem Tod von ʿAlī ibn ʿAbdallāh im Jahre 735 ging die Führung der Abbasiden-Familie auf seinen nur 14 Jahre jüngeren Sohn Muhammad (gestorben 743) über, der mit Abū Hāschim, dem Sohn von Muhammad ibn al-Hanafīya, befreundet war. Nach Berichten, deren Historizität heute teilweise in Zweifel gezogen wird, besuchte Abū Hāschim, der als Imam der Hāschimīya, einer Untersekte der Kaisānīya, fungierte, kurz vor seinem Tod Muhammad ibn ʿAlī in al-Humaima und übertrug ihm dieses Amt. Nach einem Bericht, der bei at-Tabarī überliefert wird, begann Muhammad ibn ʿAlī darauf im Jahre 100 der Hidschra (= 618/19 n. Chr.) mit dem Aufbau einer Daʿwa-Organisation in Chorasan, wobei der kufische Maulā Bukair ibn Māhan als Mittelsmann fungierte. Bukair oder Muhammad ibn ʿAlī selbst entsandte den kufischen Prediger Abū ʿIkrima Ziyād ibn Dirham nach Chorasan, der dort für die Abbasiden Werbung machte, Lebensmittel und Geld unter der Bevölkerung verteilte und sich auch Dispute mit anderen Predigern lieferte, die Propaganda für die Familie von Abū Tālib ibn ʿAbd al-Muttalib machten. Abū ʿIkrima zog allerdings die Aufmerksamkeit umaiyadischer Agenten auf sich und wurde 727/28 hingerichtet. Ein zweiter Propagandist namens Chidāsch, der 736/37 entweder von Bukair oder Muhammad ibn ʿAlī nach Chorasan entsandt wurde, sagte sich von den Abbasiden los, wechselte die Seiten und warb für einen Imam aus der Reihe der Aliden. Er wurde 737/38 vom umaiyadischen Gouverneur hingerichtet.
Nach der Hinrichtung Chidāschs ging die Führung der Daʿwa in Chorasan, oder zumindest eines Teils von ihr, auf Sulaimān ibn Kathīr über. Er bemühte sich, die Beziehung zu Muhammad ibn ʿAlī wieder zu festigen. Nach den Aḫbār al-ʿAbbās, einer anonymen Geschichte der Bewegung, die die Abbasiden an die Macht brachte, nahm die abbasidische Daʿwa nun festere Formen an. Die zentrale Führung befand sich in Merw und bestand aus zwölf Vorstehern (nuqabāʾ) sowie 58 Missionaren (duʿāt). Es gab vier Missionare für Merw, sieben für Abiward, sechs für Nasā, zwei für Balch, sowie jeweils einen für Marw ar-Rūdh, Choresm und Amol, daneben 36 Ober-Missionare (duʿāt ad-duʿāt). Die Namen der einzelnen Amtsinhaber, die in den Aḫbār al-ʿAbbās aufgelistet werden, deuten darauf hin, dass es sich um eine breite soziale Bewegung handelte.
Nach dem Tod von Muhammad ibn ʿAlī im Jahre 743 reiste Bukair ibn Māhan nach Chorasan, um die Unterstützung der dortigen Daʿwa-Führung für Muhammads Sohn Ibrāhīm als neuen Imam zu sichern. Dieser Ibrāhīm ibn Muhammad rief wie sein Vater seine Anhänger in Chorasan zur Zurückhaltung auf, erlaubte ihnen jedoch das Zeigen schwarzer Banner, die später zum Symbol ihres Aufstands wurden. Als Bukair ibn Māhan im Jahre 744/45 starb, ging die Führung der kufischen Zelle der Daʿwa auf Abū Salama Hafs ibn Sulaimān über.

### Der Aufstand des Abū Muslim und die Ausrufung eines abbasidischen Kalifen
Der Übergang von der verdeckten Propaganda hin zum bewaffneten Aufstand ist mit dem Erscheinen von Abū Muslim als neuem, charismatischen Anführer der chorasanischen Daʿwa-Organisation verbunden. Abū Muslims Abstammung und Herkunft sind unklar. Es wird berichtet, dass er 743 oder 744 bei der Wallfahrt in Mekka mit Ibrāhīm ibn Muhammad zusammentraf und mit ihm einen Pakt schloss. Dieser sah vor, dass Abū Muslim in den iranischen Gebieten einen großangelegten Aufstand gegen die Umaiyaden in Gang bringen sollte, um die Abbasiden an die Macht zu bringen. In dem neuen Staat sollten dann alle Gebiete östlich des Tigris an Abū Muslim und die Gebiete westlich davon an die Umaiyaden fallen. Im Herbst 746 reiste er als Abgesandter des abbasidischen Imams nach Chorasan. Dort ließ er sich in Merw, dem Zentrum der haschimitischen Daʿwa-Organisation, nieder und brachte diese Organisation innerhalb von kurzer Zeit unter seine Kontrolle. Aus den Quellen geht hervor, dass das bisherige Oberhaupt der Organisation, Sulaimān ibn Kathīr, heftig gegen die Machtübernahme durch Abū Muslim protestierte, allerdings vergeblich. Abū Muslim hatte wie Chidāsch vor ihm die Fähigkeit, innerhalb kurzer Zeit große Menschenmassen für seine Bewegung zu mobilisieren, darunter auch viele Mawālī und Nicht-Muslime. Im Juni 747 rief er einen Aufstand gegen die umaiyadische Herrschaft aus und belagerte Merw. Schon im Januar 748 gelang ihm der triumphale Einzug in dieser Provinzhauptstadt. Der umaiyadische Gouverneur von Chorasan Nasr ibn Saiyār musste sich nach Westen zurückziehen, verfolgt von einer Armee von Aufständischen unter dem Kommando von Qahtaba bin Schabīb.

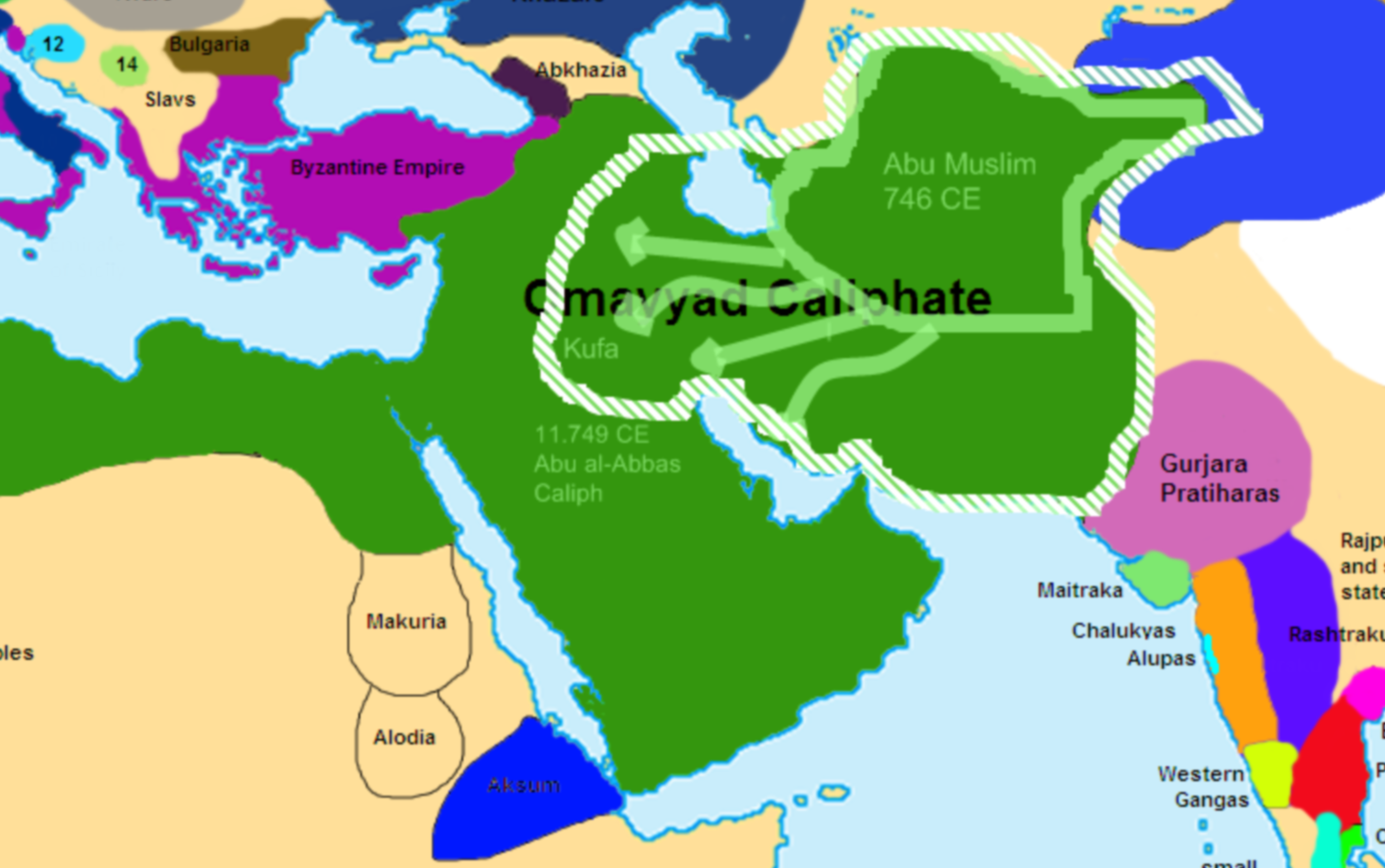
In den Jahren 748/49 drang das Heer von Abū Muslim von Ostiran nach Westen in den Irak vor, was schließlich den Untergang des Umaiyaden-Reiches und die Machtergreifung der Abbasiden herbeiführte.

Während Abū Muslim in den östlichen Provinzen seine Herrschaft festigte, zog Qahtabas Armee westwärts und zerstörte, was von der umaiyadischen Macht noch übrig geblieben war. Im August 748 nahm die Armee der Aufständischen Dschurdschān ein, im Oktober 748 Raiy. Nach der Zerstörung der Armee von Ibn Dubāra bei Dschābaliq im März 749 besetzten die Musaiwida, die Kämpfer mit den schwarzen Bannern, im August 749 Kufa.
Das eigentliche Ziel der Daʿwa-Bewegung, die Installation eines abbasidischen Kalifen, verlief aber alles andere als glatt, weil mehrere Hauptakteure überraschend ausfielen. Nasr ibn Saiyār hatte inzwischen herausgefunden, dass Ibrāhīm ibn Muhammad der Kopf der Aufstandsbewegung war, und dafür gesorgt, dass er in al-Humaima verhaftet wurde. Er wurde im August 749 in Harran im Gefängnis ermordet. Qahtaba, der das Oberkommando der Rebellenarmee innegehabt hatte, ertrank noch vor der Einnahme von Kufa beim Überqueren des Euphrats. Die Anführer der Rebellenarmee legten deshalb die Aufgabe, einen geeigneten Imam beizubringen, in die Hand von Abū Salama, dem Oberhaupt der kufischen Daʿwa. Er zögerte die Entscheidung hinaus und korrespondierte auch mit verschiedenen Aliden, denen er das Kalifat antrug, was darauf hindeutet, dass er sich nicht ausschließlich den Abbasiden verpflichtet fühlte. Am 28. November 749, während Abū Salama noch damit beschäftigt war, eine Schūrā-Sitzung zur Suche eines geeigneten Thronkandidaten aus dem Kreis der Banū Hāschim zu leiten, führten die Musauwida-Truppen Abū Muslims einen Putsch gegen ihn durch und installierten den jüngsten und schwächsten Bruder von Ibrāhīm ibn Muhammad, Abū l-ʿAbbās as-Saffāh, als Kalifen. So mündete die sogenannte „abbasidische Revolution“ in der völlig überraschenden Einsetzung eines Herrschers, von dem wahrscheinlich vorher keiner der Akteure der Daʿwa-Bewegung jemals etwas vorher gehört hatte.

## Das abbasidische Kalifat

### Machtkonsolidierung und Aufstandsbewegungen
Im Januar 750 brach eine Armee unter dem Kommando des Abbasiden ʿAbdallāh ibn ʿAlī in der Schlacht vom Großen Zab in Nordirak den letzten Widerstand der Umayyaden unter Kalif Marwan II. Dem folgenden Massaker an den Umayyaden entkam ein einziger Umayyaden-Prinz nach al-Andalus, wo er 756 als Abd ar-Rahman I. das Emirat von Córdoba gründete. Während ihnen die iberische Halbinsel damit entglitt, konnten die Abbasiden 751 in der Schlacht am Talas das gerade erst erworbene Transoxanien gegen die Chinesen behaupten.
Abu ’l-Abbas as-Saffah starb 754. Sein Bruder und Nachfolger al-Mansūr, den viele als den eigentlichen Gründer der abbasidischen Dynastie ansehen, ließ Abu Muslim 755 ermorden und organisierte den Staat als persisch/iranisches Großreich. Im Gegensatz zu den Umayyaden stützten sich die Abbasiden bei ihrer Herrschaft vor allem auf Iraner und später auf die Türken. Im Jahre 762 begann al-Mansūr mit dem Bau von Bagdad, das er aufgrund seiner günstigen Lage zur Hauptstadt machte. Die Verwaltung wurde sparsam und effektiv organisiert, vollkommen in der Hand des Kalifen zentralisiert und durch ein Spitzelsystem abgesichert. Eine Rebellion des Hasaniden Muhammad an-Nafs az-Zakīya im Hedschas wurde 762 gewaltsam niedergeschlagen.
Al-Mansūrs Nachfolger al-Mahdi (775–785) begann mit dem Aufbau eines prachtvollen Hofstaates, wobei die Sassaniden Pate standen, die in der Spätantike Persien beherrscht hatten und noch immer als Vorbild für legitime monarchische Herrschaft galten. In der Verschwendung der Staatsgelder zu Zwecken der Repräsentation wurden die Umayyaden von al-Mahdi bald bei weitem übertroffen. Diese Überspannung des Steuersystems hatte die Verschuldung der Bauern zur Folge. Es kam zur Landflucht und zu religiös-sozial geprägten Unruhen (Nordafrika ab 767, Ägypten 789, 793, Syrien 796, Tabaristan unter dem Aliden Yahya bis 792, Chorasan unter al-Muqanna bis 796, in Aserbaidschan, Sistan und Kirman). Die Unruhen waren für die Truppen des Kalifen nur schwer niederzuschlagen, da alle wichtigen Entscheidungen in Bagdad getroffen werden mussten.
Unter Hārūn ar-Raschīd (786–809) erreichte die von seinen Vorgängern eingeleitete Entwicklung ihren Höhepunkt. Als Kalif war er zwar nur mittelmäßig, doch sicherte das Wesirat der persischen Barmakiden die Stabilität des Reiches. Dennoch ging nach dem Verlust von al-Andalus (756) auch die Kontrolle über den Maghreb verloren, als Idrisiden, Rustamiden und Aghlabiden vom Kalifat die faktische Unabhängigkeit erlangten.
Nach dem Tod Haruns 809 wurde die Macht unter den Brüdern al-Amin (in Bagdad) und al-Ma'mūn (in Merw) geteilt. Aber schon 810 kam es zwischen den beiden zum Waffengang, den al-Ma'mun, der Sohn einer persischen Mutter, 813 für sich entschied. Als es kurze Zeit später erneut im Irak und in Arabien zu einem Aliden-Aufstand kam, versuchte al-Maʾmūn, die Linien der Abbasiden und Aliden zu vereinigen, indem er im März 817 den Husainiden ʿAlī ibn Mūsā ar-Ridā zu seinem Nachfolger ausrief. In Bagdad revoltierten jedoch daraufhin die von der Thronfolge ausgeschlossenen abbasidischen Prinzen und setzten einen Gegenkalifen ein. Der Streit zwischen Al-Maʾmūn und den irakischen Abbasiden konnte erst beigelegt werden, nachdem ʿAlī ar-Ridā im September 818 zu Tode gekommen war. 819 dankte der Bagdader Gegenkalif ab, und al-Maʾmūn hielt feierlich Einzug in Bagdad. Auch in der Folgezeit kam es aber noch zu zahlreichen Aufständen, so 816 bis 837 in Aserbaidschan unter Babak und 840 in Tabaristan.

### Wirtschaft und Kultur

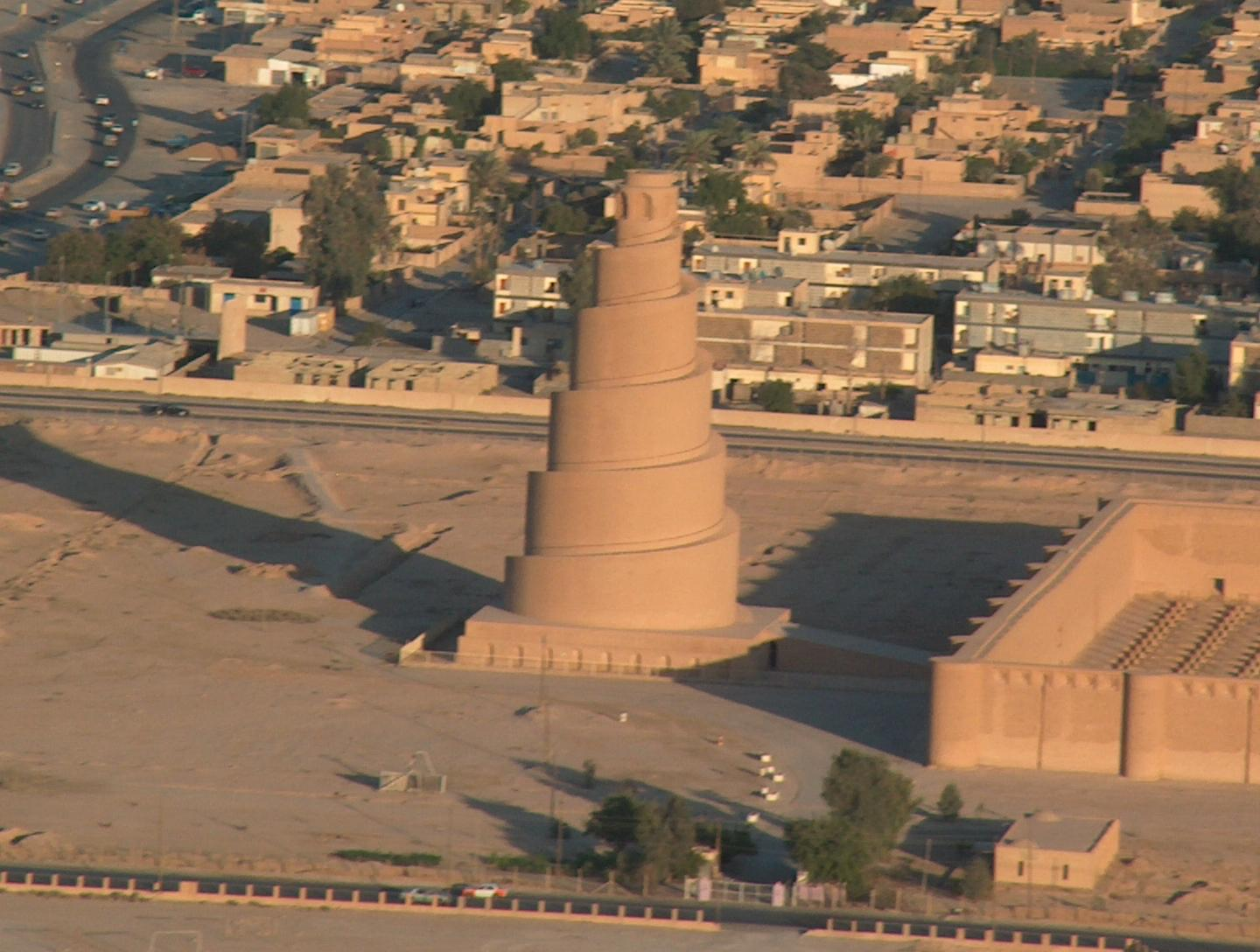
Das unter al-Mutawakkil errichtete Spiralminarett von Samarra, eines der wichtigsten Architekturdenkmäler der Abbasidenzeit

Trotz der ständigen Machtkämpfe und Aufstände erlebte das Reich der Abbasiden im späten 8. und frühen 9. Jahrhundert eine einzigartige wirtschaftliche Kraft, die zur Entwicklung einer blühenden Stadtkultur führte, die wiederum Menschen aller Berufszweige in die neuen Wirtschaftszentren zog. Daraufhin erfolgte die Errichtung neuer Paläste, Märkte und Wohnviertel.
Hinzu kam der Handel, der von einer gemeinsamen Sprache, Religion und Staatsangehörigkeit profitierte. Warenströme mit ungeheuren Gewinnen, begleitet von Bankgeschäften, kennzeichneten diese Zeit. Selbst ein durchschnittlicher Stoffhändler konnte bis zu 1000 Dinar Erbe hinterlassen. Außerdem zahlten Kaufleute damals nach ihrer Selbsteinschätzung Steuern, bezahlten also viel zu wenig. Die Landwirtschaft stabilisierte sich in dieser Zeit durch die Erschließung neuer Landstriche mit Hilfe von Bewässerungsanlagen, der Trockenlegung von Sümpfen und dem nachfolgenden Anbau von Produkten wie Zuckerrohr, Datteln, Orangen und Baumwolle.
Die blühende Stadtkultur führte aber zu sozialen Problemen in der muslimischen Gesellschaft. Irgendjemand musste das Geld erarbeiten, welches die wirtschaftliche Expansion ankurbelte. Das Problem blieb an den Bauern hängen. Die Steuerpächter setzten die Abgaben gern willkürlich fest, die ihnen noch dazu im Voraus bezahlt werden mussten. Auch die Abgaben, die die Christen zu zahlen hatten, wurden hart eingetrieben (siehe zu diesen Repressalien die Chronik des Pseudo-Dionysius von Tell Mahre). Viele Steuerpächter machten mit Kaufleuten, welche die Ernten aufkauften, gemeinsame Sache: den Bauern wurde viel zu wenig bezahlt und der Gewinn dann geteilt. Die Regierung in Bagdad setzte solche Leute bei Beschwerden sofort ab, aber das reichte nicht aus, denn Bagdad war fern.
Während der frühen Abbasidenzeit kam es auch zu einem starken Bedeutungszuwachs der Fiqh-Experten und der von ihnen entwickelten Normen. Der Kalif besetzte sowohl das Qādī-Amt der Hauptstadt als auch die betreffenden Ämter in den verschiedenen Provinzen mit solchen Rechtsspezialisten.
Nachdem sich al-Maʾmūn 819 wieder in Bagdad niedergelassen hatte, widmete er sich bis zu seinem Tod 833 vor allem der Förderung der Wissenschaften. Um 830 gründete er zu diesem Zweck das Haus der Weisheit (arabisch بيت الحكمة, DMG bait al-ḥikma) als erste Universität im modernen Sinne. Damals übernahmen die Muslime das wissenschaftliche Erbe der griechischen Antike und entwickelten es weiter. Außerdem stand er mit Leon dem Mathematiker aus Byzanz in Verbindung, dessen Wissen ebenfalls zu den wissenschaftlichen Fortschritten im arabischsprachigen Raum beitrug. Die Theologen der rationalistischen Muʿtazila-Bewegung hatten starken Einfluss auf den Herrscher und brachten ihn dazu, kurz vor seinem Tod die Mihna einzusetzen, eine Art Inquisition zur Verfolgung abweichender Lehren, die sich vor allem gegen die Traditionsgelehrten richtete. Diese Religionspolitik wurde unter seinen beiden Nachfolgern Mu'tasim (833–842) und al-Wāthiq bi-'llāh (842–847) fortgesetzt. Unter al-Mutawakkil (847–861) kam es allerdings zu einer sunnitischen Reaktion.

### Niedergang der Macht
Nach al-Ma'mun regierte sein Bruder al-Mutasim (833–842). Zwei Verschwörungen bewogen ihn 836 zum Bau einer neuen Hauptstadt, Samarra, und zur Aufstellung einer türkischen Leibgarde, der Mamluken. In der Folgezeit wuchs der Einfluss dieser Garde auf die Kalifen. Schon Mu'tasims Nachfolger al-Mutawakkil wurde 861 von ihr auf Anstiftung seines eigenen Sohnes ermordet.
Nun wechselten sich in ähnlichen Revolten ständig machtlose Kalifen ab. Ein Kalif flüchtete nach Bagdad und wurde dort 866 belagert und später hingerichtet. Dazu kam das innere Auseinanderbrechen des Reiches. Die Armee verbrauchte die Hälfte der Staatseinnahmen und verlangte sichere Geldquellen, weshalb schon Ma'mun mit einer persönlichen Lehenvergabe an seinen verdienten General Tahir (in Chorasan) begonnen hatte. In der Folgezeit wurde es üblich, solche Lehen (iqta) an türkische Militärführer zu vergeben, die ihre Ländereien bald als unabhängige Feudalfürsten regierten.

### Die faktische Entmachtung der Dynastie
Wegen des Niedergangs der Zentralgewalt erkannten die Tahiriden in Chorasan, die Saffariden in Sistan und die Tuluniden in Ägypten die Abbasiden nur noch nominell auf Münzen und im Freitagsgebet als Kalifen an und betrieben ansonsten eine unabhängige Politik. Um 900 beherrschten die Kalifen unmittelbar noch den Irak, den westlichen Iran, Syrien und zeitweise Ägypten. 945 übernahmen die aus dem Iran stammenden Buyiden die weltliche Macht in Bagdad und grenzten die Stellung und Funktion des Kalifen auf das Amt eines geistlichen Führers des Islams ein. Den Buyiden folgten 1055 die türkischen Seldschuken unter Toghril-Beg als Schutzherren des Kalifats nach. Mit dem Niedergang der Seldschuken ab etwa Mitte des 12. Jahrhunderts konnten die Kalifen al-Muqtafi (1136–1160) und an-Nasir (1180–1225) die fremde Schutzherrschaft abstreifen und ihre weltliche Macht und Autorität auf dem Gebiet des heutigen Iraks wiederherstellen, ausgerechnet zu einem Zeitpunkt, als die Mongolen unter Dschingis Khan begannen, ihr Weltreich zu errichten.

### Das Schatten-Kalifat in Kairo
Nach der Eroberung und Zerstörung Bagdads 1258 durch Hülegü, der den letzten dort herrschenden Kalifen al-Mustasim hinrichten ließ, erlosch das Kalifat der Abbasiden im Kernland des Reiches. Allerdings gelang dem Abbasiden-Prinzen al-Mustansir II., einem Cousin des letzten Kalifen, die Flucht nach Ägypten, wo ihn der soeben zur Macht gelangte Mamluken-Sultan Baibars als nächsten Kalifen einsetzte. Nach al-Mustansirs Tod setzte Baibars den Abbasiden al-Hakim I. als Kalifen ein. Die Abbasiden dienten jedoch allein der Herrschaftslegitimation der Mamluken und hatten keinerlei politischen Einfluss. Nur al-Mustain (1406–1414) konnte 1412 kurzfristig politische Macht erringen, als er zum Sultan von Ägypten proklamiert, aber noch im gleichen Jahr wieder abgesetzt wurde.
Der letzte Abbasiden-Kalif al-Mutawakkil III. (1508–1516, erneut 1517) wurde schließlich, nachdem Ägypten vom osmanischen Sultan Selim I. erobert und das Mamluken-Sultanat beseitigt worden war, von Kairo nach Istanbul verbracht, wo sich seine Spur in den Folgejahren (spätestens um 1543) verliert. Seit dem 19. Jahrhundert reklamierten die Osmanen, das Kalifat sei bereits mit der Eroberung Ägyptens 1517 von den Abbasiden auf die Osmanen übergegangen. Zumindest hatten bereits die Sultane des 16. Jahrhunderts offensichtlich kalifenähnliche Titel übernommen.

## Die Abbasiden heute
Die Reste der Dynastie retteten sich zunächst auf die arabische Halbinsel und wanderten später ins Gebiet des heutigen Jordaniens ein. Bis zur Mitte des 17. Jahrhunderts blieben sie in der Balqa-Region, wo sie dann von einem osmanischen Heer im Rahmen einer Revoltenniederschlagung nach Palästina vertrieben wurden. Die Hauptansammlungsgebiete sind Gaza, Ramla, Safad und Salfit. Die Hauptzweige sind al-Ghusain / الغصين / al-Ġuṣain in Gaza und Ramla, al-Abbasi / العباسي / al-ʿAbbāsī in Safad, Schurrab / شُرّاب / Šurrāb in Gaza und al-Hawtari / الحوتري / al-Ḥautarī in Salfit und in der Region von Nablus. Jeder Zweig hat auch mehrere Unterzweige und Äste.

## Sonstiges
Die Comic-Geschichten Isnogud um den gleichnamigen Großwesir spielen im Bagdad des 12. Jahrhunderts. Kalif dabei ist Harun al Pussah, der den Abbasiden angehört.